# Пабло Чинчилья
Пабло Чинчилья Вега (ісп. Pablo Chinchilla Vega, нар. 21 грудня 1978, Сан-Хосе, Коста-Рика) — костариканський футболіст, що грав на позиції захисника, флангового півзахисника.
Виступав за національну збірну Коста-Рики.

## Клубна кар'єра
У дорослому футболі дебютував 1998 року виступами за команду клубу «Алахуеленсе», в якій провів сім сезонів.
Згодом з 2005 по 2008 рік грав у складі команд клубів «Лос-Анджелес Гелаксі», «Алахуеленсе», «Альтах» та «Ліберія Міа».
Завершив професійну ігрову кар'єру у клубі ЛАСК (Лінц), за команду якого виступав протягом 2009—2011 років.

## Виступи за збірні
1999 року дебютував в офіційних матчах у складі національної збірної Коста-Рики. Протягом кар'єри у національній команді, яка тривала 10 років, провів у формі головної команди країни 39 матчів, забивши один гол.
У складі збірної був учасником розіграшу Золотого кубка КОНКАКАФ 2000 року у США, чемпіонату світу 2002 року в Японії та Південній Кореї, розіграшу Золотого кубка КОНКАКАФ 2003 року у США та Мексиці, розіграшу Золотого кубка КОНКАКАФ 2007 року у США.

## Титули і досягнення
- Переможець Центральноамериканських ігор: 1997
- Бронзовий призер Ігор Центральної Америки та Карибського басейну: 1998
- Переможець Кубка центральноамериканських націй: 2003